# 松薗斉
松薗 斉（まつぞの ひとし、1958年5月5日 - ）は、日本の中世史研究者、愛知学院大学教授。

## 略歴
東京都生まれ。熊本県立熊本高等学校卒業、1981年九州大学文学部国史学科卒業、1988年同大学院文学研究科博士課程単位取得満期退学。九州大学文学部国史学研究室を経て、1991年愛知学院大学文学部講師となり、1995年助教授、2002年教授。1998年「日記の家 中世国家の記録組織」で九州大学より博士（文学）の学位を取得。2018年4月より2020年3月まで文学部長。2020年4月より図書館情報センター長。

## 著書
- 『日記の家 中世国家の記録組織』吉川弘文館 1997　ISBN　9784642027571。オンデマンド版 2021年11月　ISBN　9784642727570
- 『王朝日記論』(叢書・歴史学研究)法政大学出版局 2006
- 『日記に魅入られた人々 王朝貴族と中世公家』日記で読む日本史 臨川書店 2017
- 『中世禁裏女房の研究』思文閣出版、2018

### 共編著
- 『日記で読む日本中世史』元木泰雄共編著 ミネルヴァ書房 2011
- 『中世日記の世界』近藤好和共編著 ミネルヴァ書房(史料で読み解く日本史) 2017